# 杜紫軍
杜紫軍（1959年10月23日—），中華民國政治人物，臺灣屏東縣人。行政技術官僚出身，曾任經濟部工業局局長、經濟部部長、政務委員兼福建省政府主席兼國家發展委員會主任委員、行政院副院長，卸任公職後擔任國家政策研究基金會副董事長、桃園市工商發展投資策進會執行長。

## 生平
國立臺灣大學森林學系博士，專攻製漿造紙工程，美國紐約州立大學環境資源工程研究所博士後研究。長期關注與協助推動台灣南部產業發展（二高三亮，化學材料產業高值化、金屬材料產業高值化、數位內容亮點產業、太陽能服務亮點產業、休憩服務亮點產業），促動產業資源能量整合，從技術處時代長期支持南部雷射光谷（3D列印）產業聚落發展。
曾任經濟部工業局第六組組長、經濟部工業局主任祕書、經濟部中小企業處副處長、行政院經濟建設委員會主任秘書、經濟部商業司司長。
2006年7月，轉任經濟部參事；10月，轉任代理經濟部技術處處長；2007年1月，真除為經濟部技術處處長。2009年3月，調任經濟部工業局局長。2012年6月，升任為事務官的經濟部常務次長；11月1日，兼任紡織產業綜合研究所董事長。2014年3月，轉任為政務官的經濟部政務次長；8月10日，在張家祝請辭後接任經濟部部長；11月29日，執政的國民黨於地方首長選舉中慘敗，行政院長江宜樺宣布內閣總辭，杜紫軍亦表示無意續任。在毛治國內閣上任後，由鄧振中接任經濟部長，杜紫軍轉任行政院政務委員，後兼任福建省政府主席、國家發展委員會主任委員。
2014年8月30日，杜紫军接受有線電視八大新聞專訪，他強調以核四封存與火力發電廠陸續除役的雙重因素，估計到2021年，台灣發電的備用容量率將僅剩5.4%，勢必面臨分區限電。2021年興達發電廠停機事故發生後，在PTT八卦板被翻出2014年的預言，引起熱議。

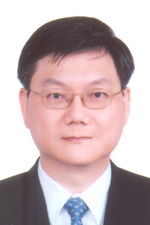
杜紫軍副院長官方照

2016年1月18日，執政的國民黨在總統及立委選舉中慘敗，行政院長毛治國宣佈內閣總辭；2月1日，由張善政內閣接替，杜紫軍轉任行政院副院長。5月26日，國民黨智庫國家政策研究基金會改組，杜紫軍擔任副董事長兼代理執行長，後於12月1日離職。

## 榮譽

### 中華民國勳章獎章
- 二等景星勳章（2016年5月9日於臺北總統府頒授[13]）

## 家族
杜紫宸為其兄長，曾任第三波資訊總經理、拓墣科技董事長、商業發展研究院副院長、工業技術研究院知識經濟與競爭力研究中心主任、院長資深特助，後轉任中國文化大學競爭力研究中心主任、中華大學兼任講座教授。